# Élections générales britanniques de 1945
Ces élections, au sortir de la Seconde Guerre mondiale, se tiennent dix ans après les précédentes, les élections prévues pour 1940 ayant été repoussées en raison de la guerre. La coalition d'union nationale qui a prévalu durant le conflit prend fin en amont de la campagne électorale.
Le Parti travailliste fait campagne sur un ambitieux programme de création d'un État providence, qui comprendrait notamment un Service national de Santé. Si le chef du Parti conservateur, le Premier ministre sortant Winston Churchill, bénéficie d'une très forte popularité personnelle, les Britanniques soutiennent le programme électoral des travaillistes. Le résultat est un raz-de-marée en faveur du Parti travailliste, qui remporte pour la première fois de son histoire une majorité absolue des sièges à la Chambre des communes, et peut donc pour la première fois former un gouvernement majoritaire pour mettre en œuvre son programme.
Le gouvernement que forme le nouveau Premier ministre Clement Attlee, vice-Premier ministre lors de la coalition de guerre, s'attelle à transformer en profondeur le pays avec de nombreuses réformes sociales.

## Sondages

Intentions de votes

## Résultats
| Parti | Parti                                 | Candidats | Candidats | Candidats | Candidats | Votes      | Votes | Votes |
| Parti | Parti                                 | Présentés | Élus      | +/-       | %         | Nombre     | %     | +/-   |
| ----- | ------------------------------------- | --------- | --------- | --------- | --------- | ---------- | ----- | ----- |
|       | Parti travailliste                    | 603       | 393       | +239      | 61,4      | 11 967 746 | 47,7  | +9,7  |
|       | Parti conservateur                    | 559       | 197       | -190      | 30,8      | 8 716 211  | 36,2  | -11,6 |
|       | Parti libéral                         | 306       | 12        | -9        | 1,9       | 2 177 938  | 9,0   | +2,3  |
|       | Parti national-libéral                | 49        | 11        | -22       | 1,2       | 686 652    | 2,9   | -0,8  |
|       | Indépendants                          | 38        | 8         | +6        | 1,3       | 133 191    | 0,6   |       |
|       | Candidats du gouvernement national    | 10        | 2         | +1        | 0,3       | 130 513    | 0,5   |       |
|       | Common Wealth Party (en)              | 23        | 1         | +1        | 0,1       | 110 634    | 0,5   |       |
|       | Parti communiste                      | 21        | 2         | +1        | 0,3       | 97 945     | 0,4   |       |
|       | Parti nationaliste (en)               | 3         | 2         | 0         | 0,3       | 92 819     | 0,4   |       |
|       | Indépendants du gouvernement national | 13        | 2         | 0         | 0,3       | 65 171     | 0,3   |       |
|       | Travaillistes indépendants            | 7         | 2         | 0         | 0,3       | 63 135     | 0,3   |       |
|       | Conservateurs indépendants            | 6         | 2         | 0         | 0,3       | 57 823     | 0,3   |       |
|       | Parti travailliste indépendant        | 5         | 3         | -1        | 0.5       | 46 769     | 0,2   |       |
|       | Progressiste indépendant              | 7         | 1         | +1        | 0,1       | 35 072     | 0,1   |       |
|       | Libéraux indépendants                 | 3         | 2         | +2        | 0,3       | 30 450     | 0,1   |       |
|       | Parti national écossais               | 8         | 0         | 0         | /         | 26 707     | 0,1   |       |
|       | Plaid Cymru                           | 7         | 0         | 0         | /         | 16 017     | 0,0   |       |
|       | Commonwealth Labour Party (en)        | 1         | 0         | 0         | /         | 14 096     | 0,0   |       |
|       | Nationaliste indépendant              | 4         | 0         | 0         | /         | 5 430      | 0,0   |       |
|       | Parti protestant de Liverpool (en)    | 1         | 0         | 0         | /         | 2 601      | 0,0   |       |
|       | Pacifiste chrétien                    | 1         | 0         | 0         | /         | 2 381      | 0,0   |       |
|       | Parti démocrate (en)                  | 5         | 0         | 0         | /         | 1 809      | 0,0   |       |
|       | Agriculturaliste                      | 1         | 0         | 0         | /         | 1 068      | 0,0   |       |
|       | Parti socialiste                      | 1         | 0         | 0         | /         | 472        | 0,0   |       |
|       | United Socialist Movement (en)        | 1         | 0         | 0         | /         | 300        | 0,0   |       |